# سعید شیرزاد
سعید شیرزاد(زاده ۱۳۶۶ در کرمانشاه) زندانی سیاسی سابق است. او اردیبهشت ۱۳۹۹ با اتمام محکومیت از زندان آزاد شد.

## بازداشت
سعید شیرزاد خرداد ۱۳۹۳ دستگیر و در بازداشت به سر می‌برد. او بیش از ۲ ماه را در بند ۲۰۹ زندان اوین در انفرادی و بدون داشتن ارتباط با خانواده و وکیل خود گذراند و پس از پایان بازجویی‌هایش در بند ۲۰۹ متعلق به وزارت اطلاعات به بند هشت زندان اوین منتقل شد و پس از مدت کوتاهی بدون حکم قضایی به زندان رجایی شهر کرج تبعید شد. در نهایت دادگاه او شهریور ۱۳۹۴ در شعبه ۱۵ دادگاه انقلاب تهران به ریاست قاضی صلواتی و با حضور وکیل پس از گذشت پانزده ماه از تاریخ بازداشتش برگزار شد. وی به اتهام اجتماع و تبانی به قصد اقدام علیه امنیت کشور به ۵ سال حبس تعزیری محکوم و حکم صادره در روز چهارشنبه ۲۵ شهریور ماه ۱۳۹۴ به وکیل وی ابلاغ شد.

### آزادی
سعید شیرزاد پس از گذراندن محکومیت ۵ ساله خود در تاریخ ۱۳ اردیبهشت ۱۳۹۹ از زندان رجایی شهر کرج آزاد شد‏

## اعتصاب غذا
این زندانی جزو ۲۰ زندانی سیاسی بود که در اعتراض به فشارهای اعمال‌شده از سوی مسؤلین زندان و انتقال آن‌ها به بند فوق امنیتی سالن ۱۰ و شرایط غیرانسانی و تحقیرآمیز این بند در زندان گوهردشت (رجایی‌شهر)، دست به اعتصاب غذا زدند. آن‌ها اعلام کردند که تا زمان بازگشت به سالن قبلی خود به اعتصاب غذا ادامه می‌دهند. این زندانیان سیاسی که آمارشان حدود ۵۰ نفر است در ۹ مرداد ماه ۱۳۹۶ از سالن ۱۲ اندرزگاه ۴ زندان گوهردشت کرج به یک بند تازه موسوم به سالن ۱۰ منتقل شده‌اند که محدودیت‌های بی‌سابقه‌ای به این زندانیان اعمال می‌شود و شماری از آنان به سلول انفرادی منتقل شدند. بعد از اینکه به اعتراض زندانیان سیاسی رسیدگی نشد، آن‌ها دست به اعتصاب غذا زده‌اند. عفو بین‌الملل و نماینده ویژه حقوق بشر سازمان ملل در حمایت از زندانیان اعتصابی و محکوم کردن ایران بیانیه‌هایی صادر کردند.
اسامی زندانیان در اعتصاب غذا عبارتند از: ابوالقاسم فولادوند، حسن صادقی، سعید ماسوری، رضا اکبری منفرد، جعفر (شاهین) اقدامی، خالد حردانی، محمد بنازاده امیرخیزی، پیروز منصوری، پیام شکیبا، امیر قاضیانی، شاهین ذوقی‌تبار، سعید شیرزاد، وحید صیادی نصیری، محمد نظری، ابراهیم فیروزی، سعید پورحیدر، مجید اسدی، زانیار مرادی، لقمان مرادی. فعال کارگری رضا شهابی نیز از ۱۷ مرداد ۱۳۹۶ اعتصاب غذای اعتراضی خود را آغاز کرده‌است.
بنا به گزارش‌های منتشر شده حال تعدادی از این زندانیان وخیم گزارش شده‌است و علی‌رغم این وضعیت مسئولان زندان این زندانیان را رسیدگی‌های پزشکی و معاینه در بهداری محروم کرده‌اند و هیچ‌گونه واکنشی نسبت به درخواست زندانیانی که در اعتراض به این انتقال دست به اعتصاب غذا زده‌اند، نداشته‌اند.